# قائمة حروب الولايات المتحدة
هذه قائمة بالصراعات المسحلة المباشرة التي شاركت بها الولايات المتحدة

## حروب القرن 21
| الصراع | الطرف الأول | الطرف الثاني | نتيجة الصراع للولايات المتحدة أو حلفائها |
| --- | --- | --- | --- |
| الحرب في أفغانستان (2001–2021) جزء من الحرب على الإرهاب الموقع: أفغانستان | الولايات المتحدة · أفغانستان · قوات المساعدة الدولية لإرساء الأمن في أفغانستان · المملكة المتحدة · أذربيجان · ألمانيا · الدنمارك · إيطاليا · فرنسا · كندا · أستراليا · نيوزيلندا · السلفادور · أرمينيا · جورجيا · النرويج · السويد · بولندا · إستونيا · رومانيا · تركيا · بلغاريا · المجر · لوكسمبورغ · البرتغال · الأردن · ألبانيا · آيسلندا · التحالف الشمالي | طالبان - اتحاد الجهاد الإسلامي - شبكة حقاني مجموعات حليفة - الحزب الإسلامي قلب الدين - تنظيم القاعدة - اتحاد الجهاد الإسلامي - الحركة الإسلامية في أوزبكستان جماعات منشقة من طالبان - جبهة التضحية 2001 : إمارة أفغانستان الإسلامية - طالبان القاعدة - اللواء 055                                                                                 | انتصار طالبان - غزو الولايات المتحدة لأفغانستان - تدمير قاعدة تدريبات القاعدة - سقوط إمارة أفغانستان الإسلامية - تأسيس جمهورية أفغانستان الإسلامية - بدء تمرد طالبان - مقتل أسامة بن لادن في باكستان - انسحاب القوات الأمريكية من أفغانستان 2021 - هجوم طالبان 2021 - سقوط كابل - الإطاحة بجمهورية أفغانستان الإسلامية |
| حرب العراق (2003–2011) جزء من جماعات مسلحة عراقية and الحرب على الإرهاب الموقع: العراق | الولايات المتحدة · العراق · أذربيجان · المملكة المتحدة · كوريا الجنوبية · إيطاليا · بولندا · أستراليا · جورجيا · أوكرانيا · إستونيا · هولندا · إسبانيا · الدنمارك · MNF–I | حزب البعث العربي الاشتراكي · تنظيم الدولة الإسلامية · القاعدة في العراق · جيش المهدي · Special Groups · الجيش الإسلامي في العراق · أنصار السنة (العراق) العراق إبان حكم حزب البعث | Victory - see War on ISIL below - Invasion and occupation of Iraq - Overthrow of حزب البعث العربي الاشتراكي (قطر العراق) government and إعدام صدام حسين - جماعات مسلحة عراقية, emergence of القاعدة في العراق, and الحرب الأهلية العراقية (2006-2008) - Subsequent depletion of al-Qaeda in Iraq, improvements in public security, Iraqi insurgency persists - Establishment of democratic elections and formation of new الشيعة-led government - الاتفاقية العراقية الأمريكية 2008 - Withdrawal of القوات الأمريكية في العراق - Increased Iranian influence in Iraq - التمرد العراقي and spillover with the الحرب الأهلية السورية - Rise of the Islamic State of Iraq, the successor of al-Qaeda in Iraq |
| الحرب في شمال غرب باكستان (2004–present) Part of the الحرب على الإرهاب Location: باكستان | الولايات المتحدة باكستان | طالبان باكستان · القاعدة · لشكر جهنكوي · لشكر إسلام · حركة أوزباكستان الإسلامية · الحزب الإسلامي التركستاني · حركة تطبيق الشريعة المحمدية تنظيم الدولة الإسلامية في العراق والشام | مستمرة - Drone strikes being conducted by the United States - Jundallah, Tehreek-e-Khilafat, and the حركة أوزباكستان الإسلامية join تنظيم الدولة الإسلامية في العراق والشام |
| التدخل العسكري في ليبيا (2011) Part of the الأزمة الليبية Location: ليبيا | States enforcing UNSC Resolution 1973: الناتو - بلجيكا - بلغاريا - كندا - الدنمارك - فرنسا - اليونان - إيطاليا - هولندا - النرويج - رومانيا - إسبانيا - تركيا - المملكة المتحدة - الولايات المتحدة الأردن · قطر · السويد · الإمارات العربية المتحدة | جماهيرية | انتصار - Overthrow of جماهيرية and مقتل معمر القذافي - Assumption of interim control by المجلس الوطني الانتقالي (NTC) - Diplomatic recognition of NTC as sole governing authority for Libya by 105 countries, الأمم المتحدة، الاتحاد الأوروبي، AL and AU - العنف بين الفصائل في ليبيا, leading to الحرب الأهلية الليبية in 2014 |
| الحرب على داعش (عملية العزم الصلب) (2014–present) Part of the التمرد العراقي، الحرب الأهلية السورية، الحرب الأهلية الليبية (2014–الآن), تمرد بوكو حرام، and the الحرب على الإرهاب Location: العراق, سوريا, ليبيا and نيجيريا | الولايات المتحدة · العراق · المملكة المتحدة · كندا · الأردن · المغرب · أستراليا · بلجيكا · الدنمارك · فرنسا · ألمانيا · إيطاليا · هولندا · نيوزيلندا · النرويج · البرتغال · إسبانيا · البحرين · السعودية · الإمارات العربية المتحدة · المعارضة السورية · نيجيريا · تشاد · الكاميرون · النيجر · ليبيا سوريا · إيران · روسيا ·                                    | Islamic State of Iraq and the Levant · بوكو حرام جبهة النصرة · خراسان أحرار الشام | مستمرة - Airstrikes on ISIL and al-Qaeda positions in Iraq, Syria, الغارات الجوية المصرية في ليبيا (فبراير 2015)، نيجيريا and Afghanistan - Multinational humanitarian efforts - Arming and support for local ground forces - Hundreds of thousands of civilians in Iraq and Syria flee their homes sparking a refugee crisis - Thousands of civilians are executed by ISIL forces - ISIL loses up to 30% of its territory in Iraq - ISIL controls around 50% of Syria by late May 2015 - Emergence of independently-governed Kurdish regions |
| الحرب في أفغانستان (2015–present) | سياسات أفغانستان - قوات الأمن الوطنية الأفغانية Allied militias - الجمعية الإسلامية الأفغانية - الحركة الوطنية الإسلامية الأفغانية - حزب الوحدة الإسلامي (أفغانستان) Coalition: · مهمة الدعم الحازم (2015–present) - أستراليا - كرواتيا - جمهورية التشيك - جورجيا (IPAP) - ألمانيا - إيطاليا - رومانيا - إسبانيا - تركيا - المملكة المتحدة - الولايات المتحدة   | طالبان - شبكة حقاني - اتحاد الجهاد الإسلامي بدعم من: · باكستان - وكالة الاستخبارات الباكستانية · (Denied by Pakistan) إيران (Disputed) مجموعات حليفة - Hezb-e-Islami Gulbuddin - تنظيم القاعدة - اتحاد الجهاد الإسلامي جماعات منشقة من طالبان - Dadullah Front - Fidai Mahaz تنظيم الدولة الإسلامية في العراق والشام: - تنظيم داعش - ولاية خراسان | مستمرة - Security and control of Afghanistan taken over by Afghan security forces - الحلف الأطلسي implements a مهمة الدعم الحازم - Continued counter-terror operations being conducted by NATO forces - تنظيم الدولة الإسلامية establishes presence in Afghanistan and begins to recruit fighters - Failed 2015 Taliban resurgence attempt in Kunduz, northern Afghanistan - U.S. halts withdrawal and prolongs presence in Afghanistan |

## اقرأ ايضًا
- قائمة النزاعات المسلحة الجارية